# Phosphoramidate
Un phosphoramidate, parfois également appelé amidophosphate, est un composé chimique dérivant d'un phosphate ou d'un composé organophosphoré par substitution d'un groupe –OR par un groupe –NR2. L'acide phosphoramidique (HO)2PONH2 (infoboîte ci-contre) est le plus simple de cette famille de composés.
La phosphocréatine est un exemple naturel de phosphoramidate. La phosphorylation du résidu d'histidine de l'histidine kinase (en) est un autre exemple.

Phosphocréatine.

Un phosphorodiamidate dérive d'un phosphate par substitution de deux groupes –OR par des groupes –NR2. Les morpholinos sont un exemple de telles molécules.